# Painkiller Jane (Film)
Painkiller Jane ist ein US-amerikanischer Science-Fiction-Actionthriller aus dem Jahr 2005. Regie führte Sanford Bookstaver, das Drehbuch schrieben John Harrison und Don Keith Opper anhand der gleichnamigen Reihe der Comichefte von Joe Quesada und Jimmy Palmiotti.

## Handlung
Captain Jane Browning führt in Russland einen Einsatz durch, bei dem sie in Berührung mit einer biologischen Waffe kommt. Als einzige Überlebende des Sonderkommandos Painkiller Unit entwickelt sie übernatürliche Kräfte. Die Army untersucht sie in einem Labor, aus dem sie aber fliehen kann.
Browning erfährt von dem befreundeten Colonel Watts, dass die biologische Waffe von dem Terroristen Peter Erfan entwickelt wurde und begibt sich auf die Suche nach ihm. Dabei trifft sie auf Lucas Insley, einen Mitarbeiter des militärischen Nachrichtendienstes. Dieser klärt sie darüber auf, dass Erfan lediglich ein Deckname ist, unter dem Colonel Watts operiert – und dass er selbst gegen diesen ermittelt.
Später stellt sich heraus, dass nicht Watts, sondern Insley der gesuchte Terrorist ist. Browning und Insley kämpfen in einem Hubschrauber, aus dem sie ins Wasser fallen. Browning wird später von Watts mit Geld und einer neuen Identität ausgestattet. Insley, der über die gleichen Fähigkeiten wie Browning verfügt, operiert weiter.

## Kritiken
Die Zeitschrift TV Spielfilm 5/2008 schrieb, der Film sei „schmerzhafter Unfug“.

## Hintergründe
Der Film wurde in Vancouver gedreht. Seine Handlung und seine Charaktere wurden zur Grundlage der gleichnamigen Fernsehserie aus dem Jahr 2007 mit Kristanna Loken in der Hauptrolle.